# پل صلح (گرجستان)
پل صلح (گرجی: მშვიდობის ხიდი) یک پل پیاده‌رو بر روی رود کورا در تفلیس، پایتخت گرجستان است. Bridge of Peace (گرجی: მშვიდობის ხიდი ، mshvidobis kidi) یک پل عابر پیاده به شکل کمان , و سازه ای فولادی و شیشه ای است که با چراغ های LED متعدد ، در بالای رودخانه کورا در مرکز شهر تفلیس ، پایتخت گرجستان برپا شده است.

## انتقادات
ساخت پل جدید فولادی و شیشه ای در منطقه تاریخی تفلیس بحث‌برانگیز بود. بسیاری از سیاستمداران، معماران و برنامه ریزان مخالف مخالف آن بوده و از اینکه این پل به‌طور بی‌قاعده بر شهر قدیمی تاریخی مسلط شده بود و مناظر قدیمی معماری منطقه را تحت تأثیر قرار می‌دهد، انتقاد کردند.

## تاریخچه
این پل ۱۵۰ متری به دستور شورای شهر تفلیس برای ایجاد بنایی معاصر به منظور ارتباط بخش قدیمی تفلیس با بخش مدرن آن ساخته شد. افتتاحیهٔ رسمی این پل در تاریخ ۶ می ۲۰۱۰ بود. این پل بر روی رود کر نمایی منحصر به فرد از کلیسای متخی، محلهٔ ناری‌کالا و مجسمهٔ واختانگ یکم، و در طرف دیگر کلیسای جامع تثلیث تفلیس، پل باراتاشویلی و کاخ ریاست جمهوری را دارد.

## نگارخانه

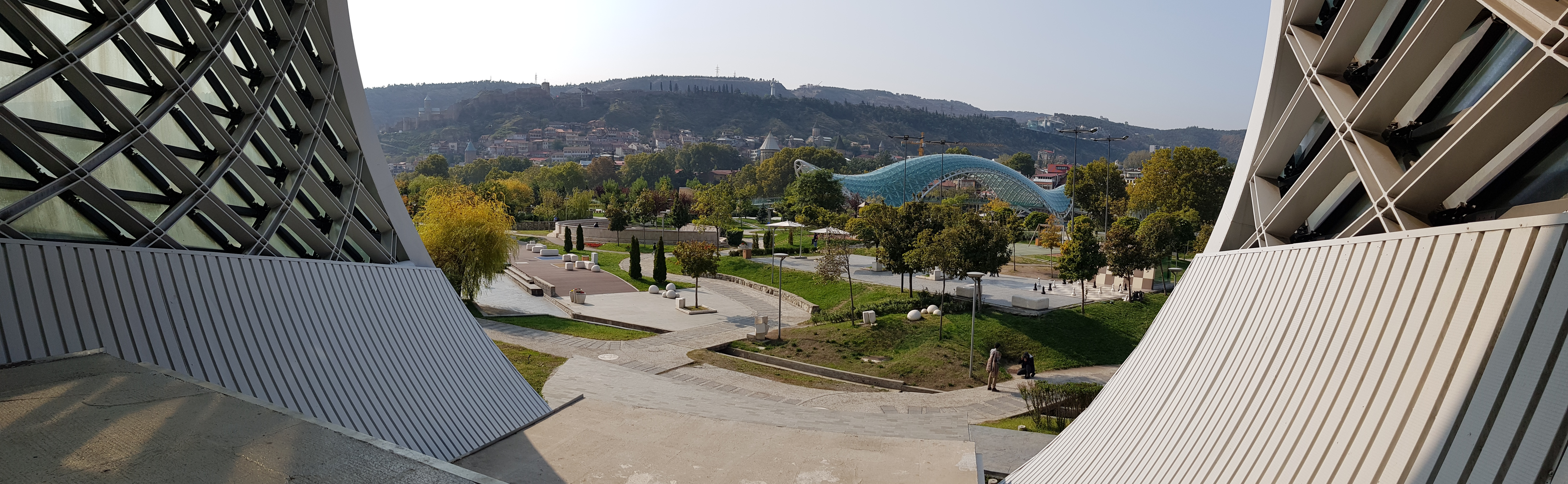